# 周星 (1958年)
周星（1958年—），男，祖籍江苏灌南，生于福建福州，中国影视史论、影视文化传播学家、艺术批评家，北京师范大学教授、博士生导师。